# Jazzy (Film)
Jazzy ist ein Filmdrama von Morrisa Maltz. Die Weltpremiere des Coming-of-Age-Films, ein Nachfolger zu ihrem Film The Unknown Country, mit ihrer Patentochter Jasmine Shangreaux in der Titelrolle, die Maltz über einen Zeitraum von sechs Jahren begleitet, erfolgte im Juni 2024 beim Tribeca Film Festival. Der US-Kinostart war Anfang Februar 2025.

## Handlung
Jazzy gehört dem Volk der Oglala-Lakota an und lebt in einem Wohnwagenpark South Dakota, wo das Mädchen das Zusammenleben mit Gleichaltrigen zu meistern versucht. Ihre beste Freundin ist Syriah, die Tochter einer engen Freundin ihrer Mutter. Als Syriah mit ihrer Familie in das Reservat zieht, verspürt Jazzy sowohl ein Gefühl des Verlustes als auch eine Art von Unabhängigkeit.
Die Beerdigung eines Gemeindemitglieds bietet den Mädchen eine Gelegenheit, sich wiederzusehen. Jazzy und ihre Familie fahren zum Reservat, wo sie auch ihre Tante Tana wiedertrifft.

## Produktion

### Regie, Drehbuch und Filmschnitt
Regie führte Morrisa Maltz. Es handelt sich bei Jazzy um den Nachfolgefilm zu ihrem zweiten Spielfilm The Unknown Country  von 2022 und um ihre insgesamt dritte Regiearbeit bei einem Spielfilm. Das Drehbuch schrieb sie gemeinsam mit Lainey Bearkiller Shangreaux, Vanara Taing und Andrew Hajek. Zusammen mit Laura Colwell übernahm Taing auch den Filmschnitt. Im Abspann des Films wird erwähnt, dass das Drehbuch für Jazzy auf wahren Geschichten, Erinnerungen und Erfahrungen der beiden Hauptdarstellerinnen basiert.

### Besetzung und Dreharbeiten

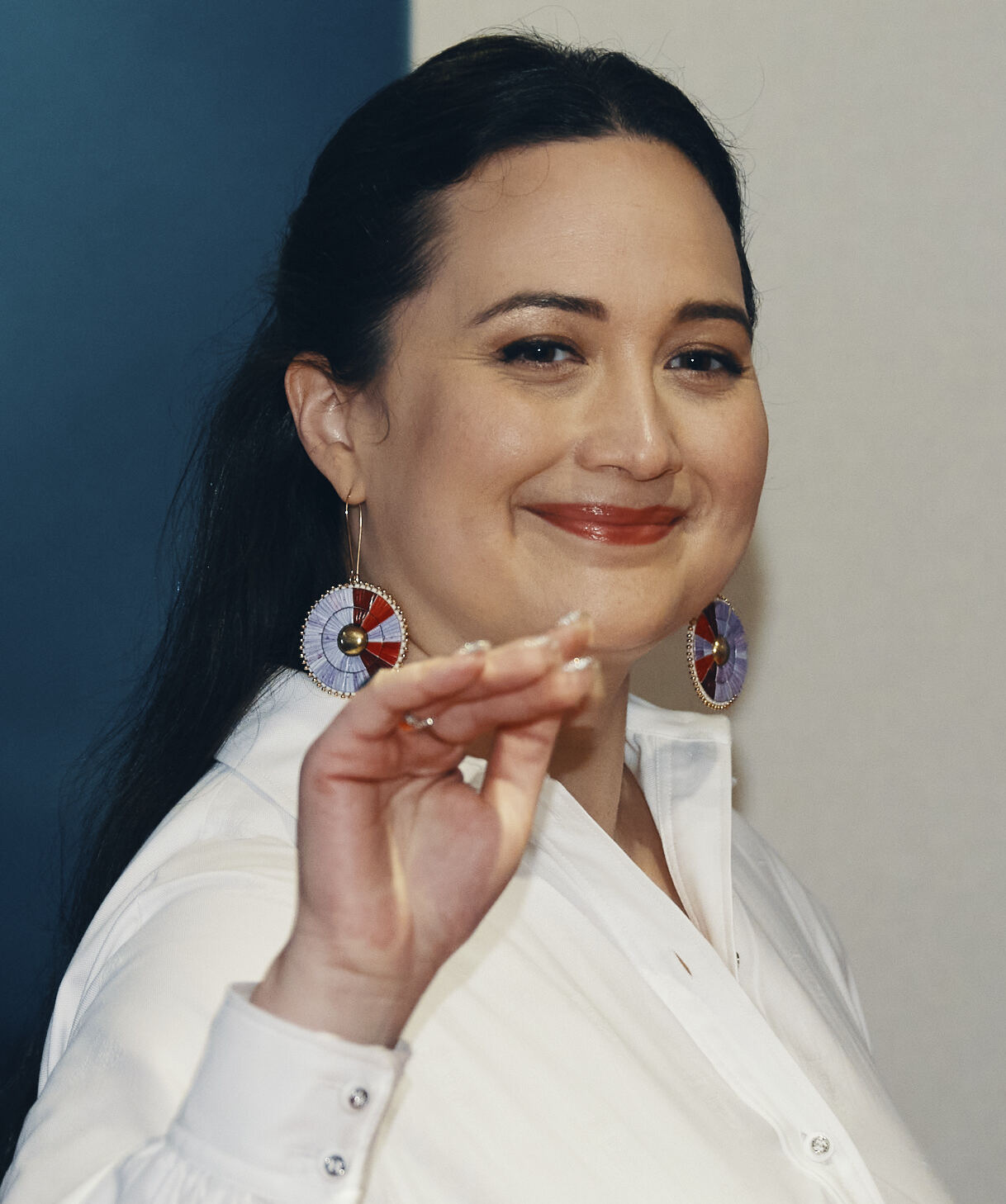
Lily Gladstone spielt Jazzys Tante Tana

Jasmine Shangreaux spielt in der Titelrolle Jazzy. Sie ist die Tochter von Drehbuchautorin Lainey Bearkiller Shangreaux und die Patentochter der Regisseurin. Syriah Fool Head Means spielt Jazzys beste Freundin Syriah. Weiter auf der Besetzungsliste stehen Lily Gladstone als Jazzys Tanta Tana, Raymond Lee als Isaac und Richard Ray Whitman als Großvater August. Wie auch Jasmine Shangreaux waren letztere drei in diesen Rollen bereits in The Unknown Country zu sehen.
Die Dreharbeiten erfolgten über einen Zeitraum von sechs Jahren, als sich die Protagonistinnen im Alter zwischen sechs und zwölf Jahren befanden. Für den Großteil des Films bleiben die Erwachsenen vollständig außerhalb des Kamerablickfelds oder ihre Gesichter sind nur unscharf zu sehen. So liegt der Fokus ganz auf den Kindern. Erst am Ende bricht Maltz mit der Bildeinstellung, und die Erwachsenen sind nicht mehr immer verdeckt. Mit Kameramann Andrew Hajek, der auch am Drehbuch mitschrieb, arbeitete Maltz ebenfalls bereits für The Unknown Country zusammen.

### Filmmusik und Veröffentlichung
Die Filmmusik komponierten der britische Gitarrist und Singer-Songwriter Neil Halstead und die Songwriterin und Musikproduzentin Alexis Marsh. Marsh ist vor allem für ihre Arbeit für die Fernsehserie Animal Kingdom bekannt. Gemeinsam mit ihrem Kreativpartner Samuel Jones hatte sie bereits die Musik für The Unknown Country komponiert. Marsh und Jones arbeiten unter dem Namen Alexis & Sam zusammen.
Die Weltpremiere von Jazzy fand am 9. Juni 2024 beim Tribeca Film Festival statt, wo der Film im US Narrative Competition gezeigt wurde. Im September 2024 wird der Film beim Nashville Film Festival vorgestellt und im Oktober 2024 beim Tribeca Festival Lisboa, beim Buffalo International Film Festival und beim Hamptons International Film Festival. Im November 2024 wird der Film beim Denver Film Festival gezeigt. Am 7. Februar 2025 kam der Film in ausgewählte US-Kinos.

## Rezeption

### Kritiken
Von den bei Rotten Tomatoes aufgeführten Kritiken sind 95 Prozent positiv bei einer durchschnittlichen Bewertung mit 7,8 von 10 möglichen Punkten.
Jeremy Mathai schreibt in seiner Kritik für SlashFilm, die lockere Dynamik zwischen Jazzy und Syriah inmitten der düsteren Erwachsenenwelt mit all ihren Problemen lasse einen unweigerlich an Sean Bakers The Florida Project denken, auch wegen der visuellen Parallelen. So verwende auch Jazzy eine atemberaubende Magic-Hour-Fotografie und zeige in einigen Schlüsselszenen wunderschöne Silhouetten. Was Morrisa Maltz und ihrem Kreativteam hier gelungen sei, grenze an ein filmisches Wunder.

### Auszeichnungen
Festa del Cinema di Roma 2024
- Auszeichnung für die Beste Regie (Morissa Waltz)
- Nominierung im Concorso Progressive Cinema[16][17]

Independent Spirit Awards 2025
- Nominierung für den John Cassavetes Award (Morrisa Maltz, Lainey Shangreaux, Andrew Hajek, Vanara Taing etc.)
- Nominierung für den Besten Filmschnitt (Laura Colwell und Vanara Taing)[18]

Nashville Film Festival 2024
- Nominierung für den Grand Jury Prize im Narrative Feature Competition (Morissa Waltz)[19]

Tribeca Film Festival 2024
- Nominierung im US Narrative Competition
- Auszeichnung für die Beste Darstellung im US Narrative Competition (Jasmine Bearkiller Shangreaux)[1][20]